# Instituto de Estudios Altoaragoneses
Instituto de Estudios Altoaragoneses (IEA) és una institució cultural fundada a Osca el 1949 amb el nom d'Instituto de Estudios Oscenses per Virgilio Valenzuela Foved, Ricardo del Arco, Salvador María de Ayerbe, Miguel Dolç, Antoni Duran i Gudiol i Federico Balaguer, amb la finalitat d'estudiar temes de l'Alt Aragó. Des del 1977 és adscrit a la Diputació Provincial d'Osca amb el seu nom actual i està vinculat al CSIC. Des del 1950 edita la revista Argensola, d'història i ciències socials. També edita les revistes Alazet (des de 1989), de filologia, Lucas Mallada (des de 1988) de ciències, i Bolskan d'arqueologia. A Alazet s'hi publiquen treballs en català, aragonès i castellà.

## Finalitats
La seva finalitat és la defensa, estudi, investigació i divulgació de la cultura i recursos de la província d'Osca, a través de les següents tasques:
- Defensa del patrimoni cultural altoaragonès
- Estudi i investigació de la cultura i recursos de l'Alt Aragó.
- Divulgació de la cultura altoaragonesa
- Coordinació amb altres entitats similars

## Altres activitats
El febrer de 1997 organitzà la I Trobada de Estudios y Rechiras arredol de l'Aragonés y a suya Literatura, i el 1999 organitzà la II Trobada. Des de 1999 també col·labora amb l'Instituto Bibliográfico Aragonés en l'actualització del Fitxer Bibliogràfic Aragonès i està treballant en els projectes Archivo de Tradición Oral, Tresoro d'a luenga aragonesa i el Centro de Información del Patrimonio cultural del Alto Aragón (CIPCA).

## Direcció
El Consell Rector dirigeix les activitats culturals i científiques de l'IEA, canalitzades a través de la Comissió Assessora. Des de l'any 2000 fins al 2020 Fernando Alvira Banzo n'ha estat el director i Francho Nagore Laín el vicedirector. Des del 1985 convoca ajudes per a la investigació sobre qualsevol camp referent a l'Alt Aragó. Els directors han estat:
- Virgilio Valenzuela Foved (1949-1978)
- Agustín Ubieto
- Antonio Durán Ubiol (-1994)
- Bizén d'o Río (1995-2000)
- Fernando Alvira Banzo (2000-2020)
- Domingo Sabio Alcutén (2020-)